# 内野貴史
内野 貴史（うちの たかし、2001年3月7日 - ）は、千葉県松戸市出身のサッカー選手。UAEプロリーグ・ディバ・アル・フジャイラFC所属。ポジションはディフェンダー。

## クラブ歴
新松戸SCから柏レイソルU-12、ジェフユナイテッド市原・千葉U-15、U-18と進んだ。千葉県立生浜高等学校卒業後は渡独し、1.FCデューレンの下部組織に加入した。翌年にアレマニア・アーヘンの下部組織に移籍。2020-21シーズンにトップチームに昇格し、レギオナルリーガで主力として活躍した。
2021-22シーズンにフォルトゥナ・デュッセルドルフのセカンドチームに加入すると、セカンドチームで主力として出場した。2022年3月12日、トップチーム所属の選手14人が新型コロナウイルス感染症の陽性反応を示すなか、ツヴァイテリーガが開催されたため、この試合にフル出場し、トップチームデビューを飾った。
2022年10月25日、デュッセルドルフのトップチームとプロ契約を結んだ。
2024年5月に行われたブンデスリーガ入れ替えプレーオフのVfLボーフム戦に第1戦、第2戦共に途中出場。第2戦はPK戦まで決着がつかず、7人目のキッカーを務めた内野が外してしまい、昇格を逃した。
2024年8月8日、UAEプロリーグのアル・ワスルFCへ移籍。ワスルでは2024-25シーズン公式戦17試合に出場したものの、リーグ戦では10試合の出場に留まりレギュラーを獲得するには至らなかった。
2025年7月10日、UAEプロリーグのディバ・アル・フジャイラFCに期限付き移籍で加入した。

## 所属クラブ
- 新松戸SC
- 柏レイソルU-12
- ジェフユナイテッド市原・千葉U-15
- ジェフユナイテッド市原・千葉U-18
- 2018年 - 2019年  ディーレン
- 2019年 - 2020年  アーヘン
- 2021年 - 2022年  デュッセルドルフII
- 2022年 - 2024年  デュッセルドルフ
- 2024年 -  アル・ワスルFC
  - 2025年7月 -  ディバ・アル・フジャイラFC（英語版）　（期限付き移籍）

## 個人成績
| 国内大会個人成績 | 国内大会個人成績 | 国内大会個人成績 | 国内大会個人成績 | 国内大会個人成績             | 国内大会個人成績 | 国内大会個人成績 | 国内大会個人成績 | 国内大会個人成績 | 国内大会個人成績 | 国内大会個人成績 | 国内大会個人成績 |
| 年度             | クラブ           | 背番号           | リーグ           | リーグ戦                     | リーグ戦         | リーグ杯         | リーグ杯         | オープン杯       | オープン杯       | 期間通算         | 期間通算         |
| 年度             | クラブ           | 背番号           | リーグ           | 出場                         | 得点             | 出場             | 得点             | 出場             | 得点             | 出場             | 得点             |
| ドイツ           | ドイツ           | ドイツ           | ドイツ           | リーグ戦                     | リーグ戦         | リーグ杯         | リーグ杯         | DFBポカール      | DFBポカール      | 期間通算         | 期間通算         |
| ---------------- | ---------------- | ---------------- | ---------------- | ---------------------------- | ---------------- | ---------------- | ---------------- | ---------------- | ---------------- | ---------------- | ---------------- |
| 2021-22          | デュッセルドルフ | 41               | 2.ブンデス       | 2                            | 0                | -                | -                | 0                | 0                | 2                | 0                |
| 2022-23          | デュッセルドルフ | 41               | 2.ブンデス       | 4                            | 0                | -                | -                | 0                | 0                | 4                | 0                |
| 2023-24          | デュッセルドルフ | 2                | 2.ブンデス       | 16                           | 1                | -                | -                | 0                | 0                | 16               | 1                |
| UAE              | UAE              | UAE              | UAE              | リーグ戦                     | リーグ戦         | リーグ杯         | リーグ杯         | オープン杯       | オープン杯       | 期間通算         | 期間通算         |
| 2024-25          | アル・ワスル     | 19               | プロリーグ       |                              |                  |                  |                  |                  |                  |                  |                  |
| 通算             | ドイツ           | ドイツ           | 2.ブンデス       | 22                           | 1                | -                | -                | 0                | 0                | 22               | 1                |
| 通算             | UAE              | UAE              | プロリーグ       | \|\|\|\|\|\|\|\|\|\|\|\|\|\| |                  |                  |                  |                  |                  |                  |                  |
| 総通算           | 総通算           | 総通算           | 総通算           | 22                           | 1                | -                | -                | 0                | 0                | 22               | 1                |

その他の公式戦
| 2020-21 | アレマニア・アーヘン | 42     | レギオナルリーガ | 35 | 0 | 35 | 0 |
| 2021-22 | デュッセルドルフII   | 2      | レギオナルリーガ | 31 | 0 | 31 | 0 |
| 2022-23 | デュッセルドルフII   | 2      | レギオナルリーガ | 11 | 0 | 11 | 0 |
| 2023-24 | デュッセルドルフII   | 2      | レギオナルリーガ | 1  | 0 | 1  | 0 |
| 通算    | ドイツ               | ドイツ | レギオナルリーガ | 78 | 0 | 78 | 0 |
| 総通算  | 総通算               | 総通算 | 総通算           | 78 | 0 | 78 | 0 |

- 2024年
  - ブンデスリーガ・プレーオフ 2試合0得点

## タイトル

### 代表
U-21日本代表
- ドバイカップU-23 (2022年)

U-23日本代表
- AFC U23アジアカップ（2024年）

## 代表歴
- U-21日本代表
  - ドバイカップU-23（2022年）
  - AFC U23アジアカップ（2022年）

- U-22日本代表
  - 欧州遠征（2023年）
  - AFC U23アジアカップ予選（2023年）

- U-23日本代表
  - AFC U23アジアカップ2024（2024年）
  - パリオリンピック2024（2024年）[注釈 1]